# 汤沐海
汤沐海（1949年7月10日—），德国籍华裔指挥家。

## 生平
汤沐海原籍福建省华安县仙都镇云山村，1949年出生于上海，自幼热爱音乐。长大后，部队文工团点名召汤沐海正式参军，到文工团不到半年便逢文化大革命爆发，汤沐海的父亲汤晓丹导演的电影《红日》在部队被批判为“反党大毒草”。汤沐海在部队呆了四年后，被安排退伍到上海锻压二厂当工人。工厂实行三班制轮转，汤沐海原来摸琴键的手只能开关机器、搬送沉重的铁块。后来，他看到上海音乐学院招生便率先报名，第一关面临政审时，其父汤晓丹已被导演汤化达从五七干校调到了重拍《渡江侦察记》摄制组，政治问题从而幸得消除，儿子汤沐海通过了政审。经过严格考试，1973年汤沐海被上海音乐学院录取为作曲指挥系工农兵学员，开始接受正规音乐训练。
毕业后，汤沐海前往欧洲深造，在慕尼黑音乐戏剧学院师从赫尔曼·米歇尔，曾随指挥大师伦纳德·伯恩斯坦、赫伯特·冯·卡拉扬学习和工作。1982年，卡拉扬邀汤沐海签约指挥柏林爱乐乐团1983－1984音乐季，该季的演出非常成功。自此，汤沐海在国际上各知名乐团担任指挥，不仅多次同柏林爱乐乐团合作，还先后和伦敦爱乐乐团、巴黎管弦乐团、法国国家乐团、德累斯顿国家管弦乐团、圣彼得堡爱乐乐团、以色列爱乐乐团等乐团合作。2003至2006年汤沐海担任芬兰国家歌剧院首席指挥。1983年，汤沐海出任中国中央乐团常任指挥，1995年至2000年担任中国交响乐团艺术总监。2009年，出任上海爱乐乐团艺术总监。21世纪初，汤沐海还在兼任中国交响乐团荣誉指挥、上海音乐学院指挥系主任、上海音乐厅艺术总监、瑞士苏黎世室内管弦乐团艺术总监、澳大利亚昆士兰交响乐团荣誉指挥、德国汉堡交响乐团首席客座指挥等职务。2012年起受天津市委市政府邀请组建天津大剧院并担任艺术总监，2017年任哈尔滨交响乐团艺术总监、江苏大剧院首届艺委会成员。

## 家庭
- 父：汤晓丹，电影导演。
- 母：蓝为洁，电影剪辑师。
- 妻：徐周希（서주희），韩国钢琴家。
- 女：汤苏珊。